# 里瓦雷讷
里瓦雷讷（法語：Rivarennes，法語發音：[ʁivaʁɛn] ⓘ）是法国安德尔-卢瓦尔省的一个市镇，位于该省西部，安德尔河左岸，属于希农区。

## 地理
里瓦雷讷（47°15'59"N, 0°21'14"E）面积18.92 平方千米，位于法国中央-卢瓦尔河谷大区安德尔-卢瓦尔省，该省份为法国中西部省份，北起萨尔特省、东北接卢瓦-谢尔省，东南接安德尔省，南至维埃纳省，西临曼恩-卢瓦尔省。
与里瓦雷讷接壤的市镇（或旧市镇、城区）包括：布雷埃蒙、谢耶、克拉旺莱科托、庞祖、里尼-于塞、圣伯努瓦拉福雷。

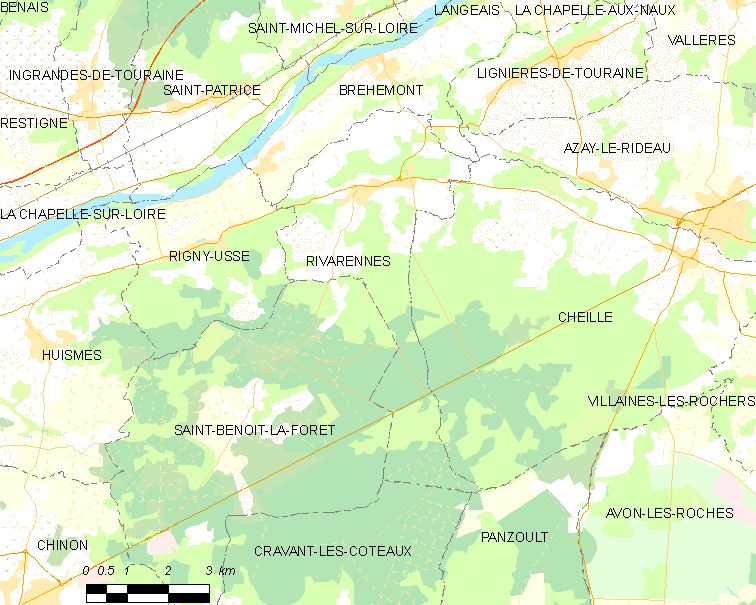
里瓦雷讷的OSM定位图

里瓦雷讷的时区为UTC+01:00、UTC+02:00（夏令时）。

## 行政
里瓦雷讷的邮政编码为37190，INSEE市镇编码为37200。

## 政治
里瓦雷讷所属的省级选区为希农县。

## 人口

1962-2008年间里瓦雷讷人口变化图示

里瓦雷讷于2022年1月1日时的人口数量为988人。